# Frumosu (okręg Suczawa)
Frumosu – wieś w Rumunii, w okręgu Suczawa, w gminie Frumosu. W 2011 roku liczyła 2089 mieszkańców. 
Wieś jest zamieszkana głównie przez Rumunów i osiadłych Romów, a także katolickich Niemców, którzy stanowią kilka procent ludności. Znajdują się tu dwie cerkwie. 
We wsi znajduje się stacja kolejowa z połączeniem w Vamie z linią Vatra Dornei-Kimpolung Mołdawski-Suczawa. Mieszczą się tu także: sklepy, bary, apteka, przychodnia zdrowia, szkoła podstawowa. 
Z Frumosu można przejść (przez pasmo Obcina Mare) do Pojany Mikuli. Wzdłuż całej doliny Mołdawicy szosą asfaltową jeżdżą autobusy.